# Verrechnungsgeld (Filmgeschäft)
Verrechnungsgeld, auch V-Geld oder Handgeld genannt, ist Geld für nötige Barzahlungen während eines Filmdrehs. 
Nicht alle finanziellen Transaktionen können und/oder dürfen bargeldlos getätigt werden. Damit die Transparenz erhalten bleibt ist es erforderlich, dass während eines Drehs ein Teil des Budgets frei und bar zugänglich in einer Handkasse zur Verfügung steht. Die tägliche Einteilung und Auszahlung der Verrechnungsgelder wird von der Filmgeschäftsführung anhand der Kostenkalkulation und des Drehplans bestimmt und der ermittelte Bedarf an die Produktionsleitung ausgezahlt. Die Filmproduktionsleitung kann den Rahmen des Verrechnungsgeldes anhand einer Anforderung, deren Bedarfsdarstellung klar aufgeschlüsselt sein muss, mitbestimmen. Sie bürgt per Unterschrift für das Geld und seine rechtmäßige Verwendung und ist verpflichtet, der Filmgeschäftsführung die rechtmäßige Verwendung mit korrekter Belegung nachzuweisen.